# Zehneria hermaphrodita
Zehneria hermaphrodita är en gurkväxtart som beskrevs av W.J.de Wilde och Duyfjes. Zehneria hermaphrodita ingår i släktet Zehneria och familjen gurkväxter. Inga underarter finns listade i Catalogue of Life.